# الانتخابات البرلمانية المصرية 1942
جرت الانتخابات البرلمانية في مصر في مارس 1942 وقد قاطعتها المعارضة، مما أدى إلى فوز حزب الوفد الحاكم بـ240 مقعدًا من أصل 264 مقعدًا.

## النتائج
| الحزب                     | الأصوات | % | مقاعد | +/- |
| ------------------------- | ------- | - | ----- | --- |
| حزب الوفد                 |         |   | 240   | +71 |
| حزب الأحرار الدستوريين    |         |   | 4     | -13 |
| الحزب الوطني المصري       |         |   | 2     | -2  |
| الحزب الدستوري السعدي     |         |   | 1     | +1  |
| المستقلين                 |         |   | 17    | -25 |
| أصوات غير صالحة / فارغة   |         | - | -     | -   |
| المجموع                   |         |   | 264   | +32 |
| المصدر: ستيرنبرغر وآخرون. |         |   |       |     |